# 三菱石炭鉱業大夕張鉄道ナハフ1形式ナハフ1形客車

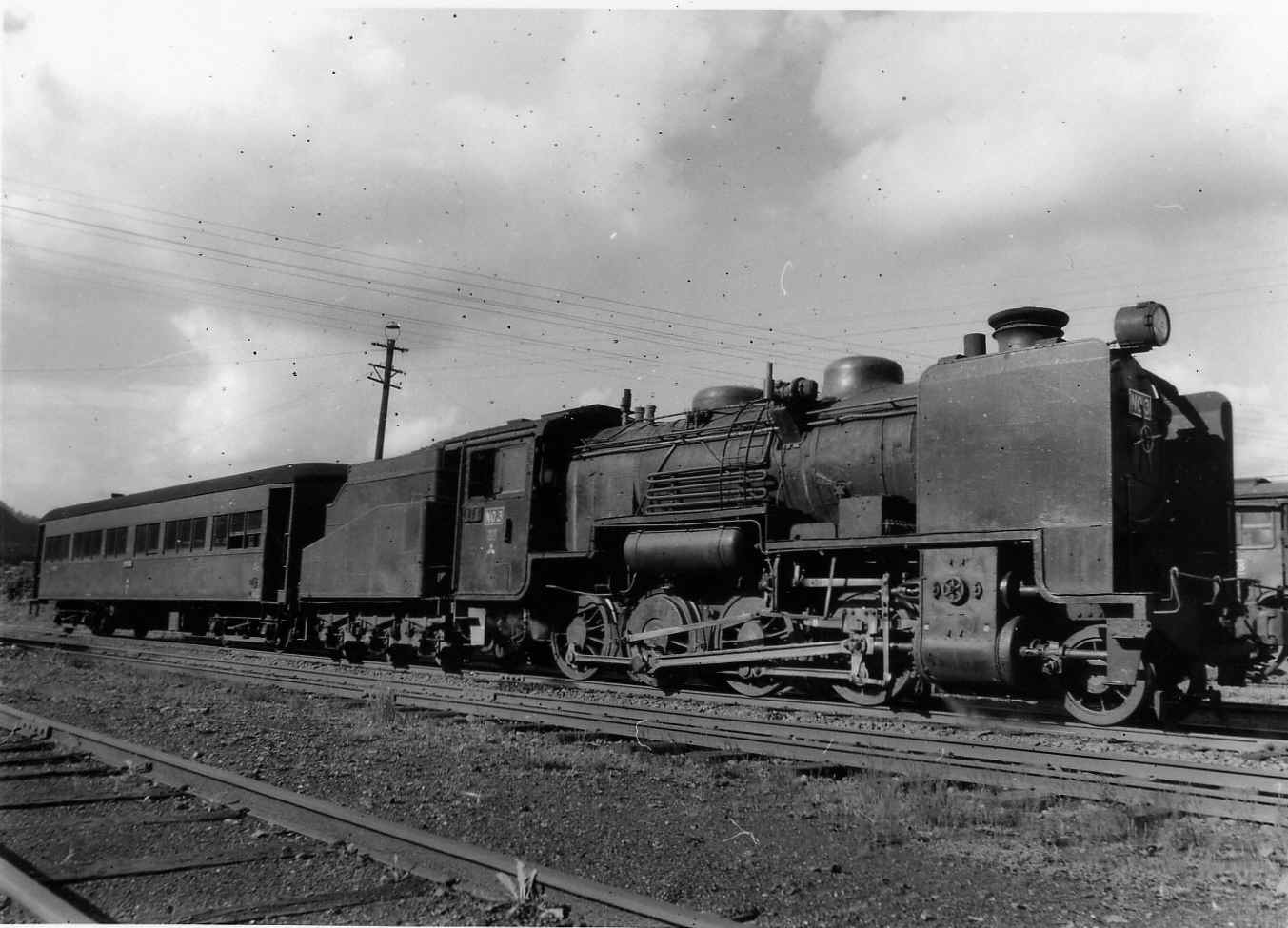
混合列車に連結されたナハフ1・大夕張炭山/1971年

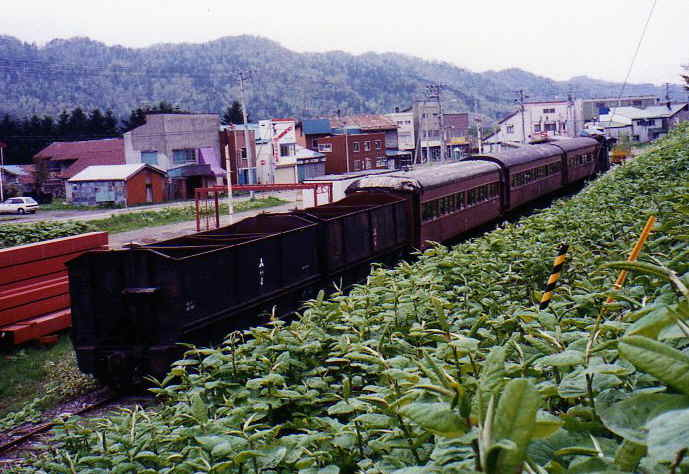
石炭貨車に続いてナハフ1が連結されている南大夕張駅跡/1997年

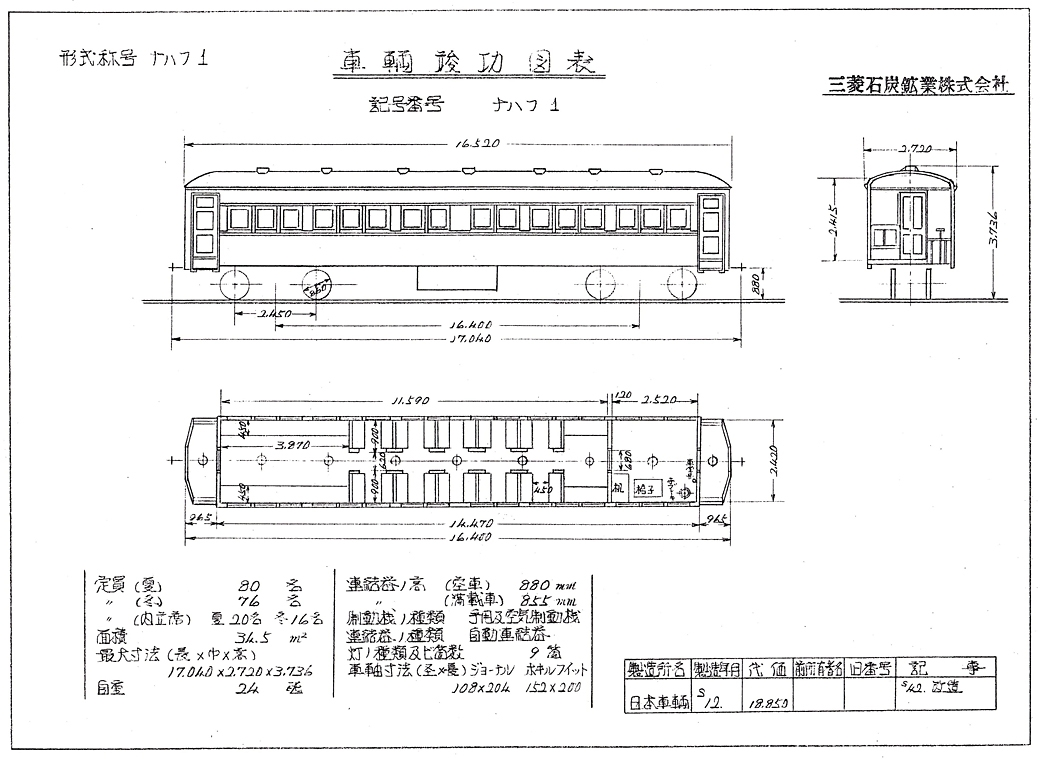
ナハフ1竣工図

三菱石炭鉱業大夕張鉄道ナハフ1形式ナハフ1（みつびしせきたんこうぎょうおおゆうばりてつどうナハフ1けいしきナハフ1）は、かつて三菱石炭鉱業大夕張鉄道線で使用されていた客車である。

## 概要
1937年（昭和12年）日本車輌製造製の半鋼製2軸ボギー客車。地方鉄道改組に備え三菱鉱業がナハ1として新製、1967年（昭和42年）にナハフ1となった。同鉄道、唯一の自社発注車であり、スハニ6などと共に、冬季は客車暖房に石炭ストーブが積まれることから鉄道ファンの人気も高かった。

## 主要諸元
- 最大寸法：全長17,040mm、全幅2,720mm、全高3,736mm
- 自重：24t
- 定員：80名（夏）76名（冬）　内立席　20名（夏）16名（冬）

## 現状
1987年（昭和62年）の廃車後、南大夕張駅跡に置かれオハ1などと共に夕張市に寄贈されたが、管理もされず荒廃状態にあった。1999年（平成11年）には本車が転覆。三菱大夕張鉄道保存会が発足し、復旧され管理されているが荒廃が激しく外部・内部共に非公開となっている。また、「空知の炭鉱関連施設と生活文化」として2001年（平成13年）に北海道遺産として指定されたのに加え、2007年（平成19年）11月30日には経済産業省より近代化産業遺産として認定された。